# Pseudosaldula
Pseudosaldula is een geslacht van wantsen uit de familie van de Saldidae (Oeverwantsen). Het geslacht werd voor het eerst wetenschappelijk beschreven door Cobben in 1961.

## Soorten
Het genus bevat de volgende soorten:

- Pseudosaldula andensis (Distant, 1891)
- Pseudosaldula antioquia Schuh & J. Polhemus, 2009
- Pseudosaldula aurea Schuh & J. Polhemus, 2009
- Pseudosaldula bergi (Haglund, 1899)
- Pseudosaldula bruesi (Drake, 1949)
- Pseudosaldula bucayana (Drake, 1955)
- Pseudosaldula chilensis (Blanchard, 1852)
- Pseudosaldula cobbeni China, 1962
- Pseudosaldula doeringi (Drake & Carvalho, 1948)
- Pseudosaldula huamachuco Schuh & J. Polhemus, 2009
- Pseudosaldula penai Schuh & J. Polhemus, 2009
- Pseudosaldula perula (Drake, 1955)
- Pseudosaldula pilosa Schuh & J. Polhemus, 2009
- Pseudosaldula regilla (Drake, 1955)
- Pseudosaldula rogeri (Kirkaldy, 1899)
- Pseudosaldula salina Schuh & J. Polhemus, 2009
- Pseudosaldula saxicola Schuh & J. Polhemus, 2009
- Pseudosaldula vulgaris Schuh & J. Polhemus, 2009
- Pseudosaldula yungas Schuh & J. Polhemus, 2009